# Акишин, Алексей Макарович
Алексей Макарович Акишин (род. 5 февраля 1949, Костромская область) — Председатель Череповецкого городского отделения Всероссийской общественной организации ветеранов войны, труда, Вооруженных сил и правоохранительных органов. Заслуженный работник физической культуры Российской Федерации. В разные годы занимал должности: председателя комитета по физической культуре и спорту города Череповца, заместителя мэра Череповца, заместителя председателя Череповецкой городской Думы.

## Биография
Родился 5 февраля 1949 года в Костромской области.
После окончания школы поступил в Ленинградский институт физической культуры имени П. Ф. Лесгафта.
Начал свою трудовую деятельность по направлению Череповце учителем физкультуры в школе № 23. С 1970 года был призван в ряды Вооруженных Сил.
После службы работал тренером по легкой атлетике, затем директором в спортивной школе № 2 города Череповца. Активно занимался спортом, входил в состав сборных команд города Череповца, Вологодской области, центрального совета ДСО «Труд» по легкой атлетике, в составе команды этого общества в 1980 году стал обладателем кубка СССР по марафонскому бегу.
В 1993 году назначен заведующим учебно-спортивного отдела спортивного клуба «Шексна», затем заместителем председателя спортивного клуба.
С 1996 года – директор спортивно-концертного зала «Алмаз».
С 1997 года – председатель комитета по физической культуре и спорту мэрии города Череповца.
В 2001 году указом Президента России ему присвоено звание заслуженного работника физической культуры РФ.
С 2003 года – заместитель мэра города Череповца.
В 2010 году избран председателем Череповецкого городского отделения Всероссийской общественной организации ветеранов войны, труда, Вооруженных сил и правоохранительных органов.
4 марта 2012 года избран депутатом Череповецкой городской Думы созыва 2012—2017 годов по муниципальному избирательному округу.
Женат, имеет трех взрослых детей и семь внуков.